# Nagy-Kopasz (Pilis)
A Nagy-Kopasz (máshol Nagy-Kopasz-hegy) 447 méter magas hegy a Pilis délnyugati részén, a Pest vármegyei Piliscsaba közigazgatási területén, a településközponttól alig egy kilométernyire északra. A hegy a Piliscsaba körüli erdőségek legmagasabb pontja, területe, a körülötte elterülő Posta-réti erdővel együtt a Pilisi Parkerdő Zrt. Pilisszentkereszti Erdészetéhez tartozik. A hegycsúcs a legrövidebb (ám meredek) úton a piliscsabai vasútállomástól induló turistautakon közelíthető meg; jóval lankásabb, de annál hosszabb úton lehet megközelíteni a piliscsabai Szántói utca (Klotildliget megállóhely) felől. A csúcstól néhány száz méternyire nyugatra húzódik az Országos Kéktúra Dorog és Piliscsaba közötti, 12-es számú szakasza.

## Turizmus
A Pilisi Parkerdő Zrt. 2014-ben európai uniós támogatással kilátó építését kezdte meg a hegyen. A 11,5 méter magas torony fából épült; hasábokból összeálló kialakítása a Jenga játékhoz teszi hasonlóvá. A helyszín előkészítése 2014 októberében kezdődött, s a mintegy 20 milliós költséggel megvalósított, Dévényi Antal erdészről elnevezett kilátót 2015. június 12-én avatta fel Fazekas Sándor mezőgazdasági és vidékfejlesztési miniszter, Tarnai Richárd Pest megyei kormánymegbízott, Bitay Márton Örs államtitkár és Zambó Péter, a Pilisi Parkerdő Zrt. vezérigazgatója. A kilátó építésével egy időben, Piliscsaba felől új turistajelzést is kijelöltek a kilátóhoz.

## Képgaléria

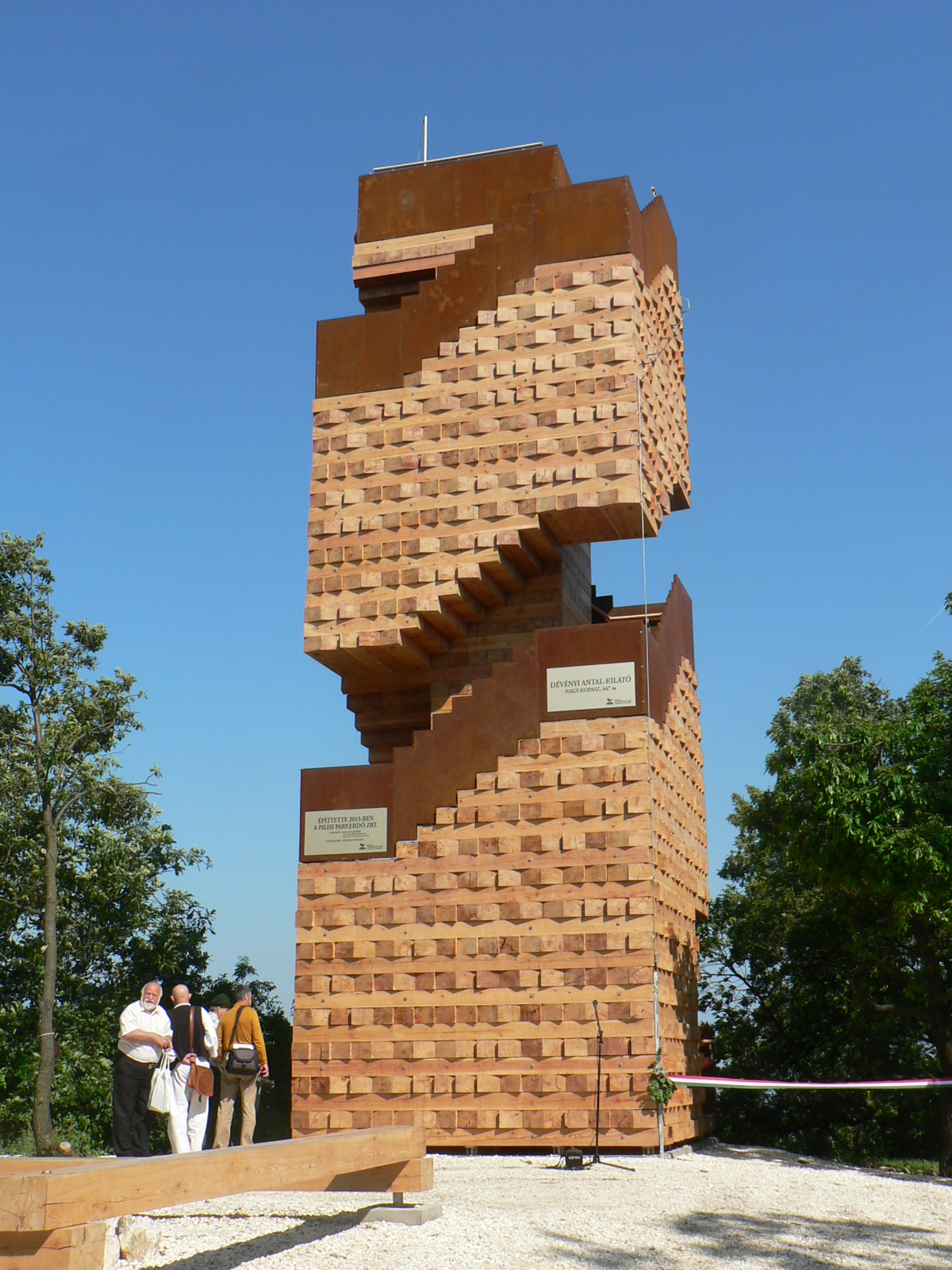
A Nagy-Kopaszon épült "Jenga-torony", hivatalos nevén Dévényi Antal-kilátó, az átadása előtti percekben
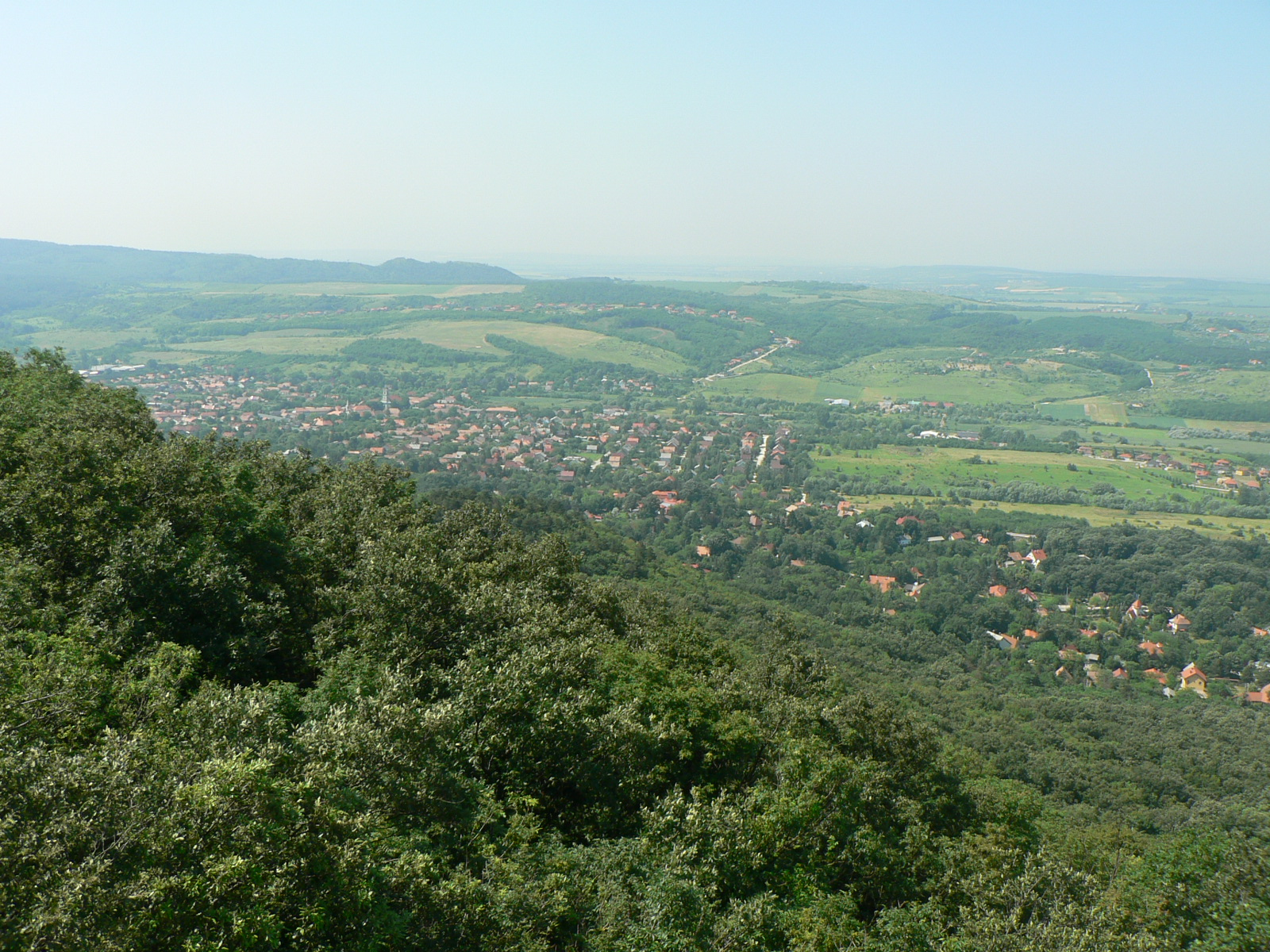
Kilátás a Nagy-Kopasz-hegyről Piliscsaba felé
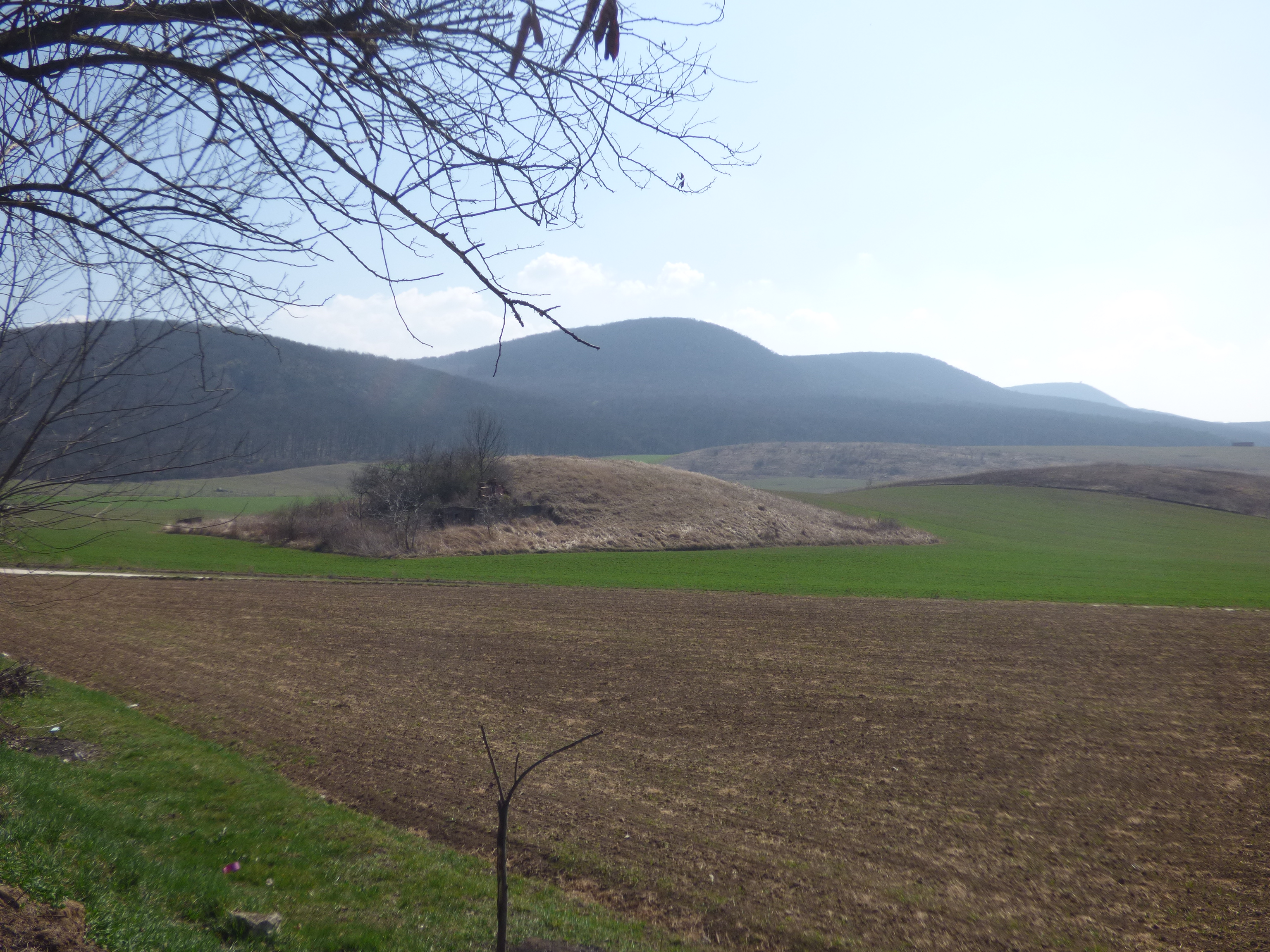
A Fésű-hegy, a Bárány-hegy, a Szirtes-tető és a Nagy-Kopasz képezte hegysor a piliscsévi pincesortól nézve